# Bernard Marie
Pour les articles homonymes, voir Marie.
Ne doit pas être confondu avec Bernard Maris.
Raoul Bernard Lucien Marie, né le 17 juin 1918 à Toulouse et mort le 10 février 2015  à l'hôpital américain de Neuilly-sur-Seine, est un arbitre de rugby et homme politique français.

## Biographie
C'est le premier arbitre français à avoir officié dans un match de rugby du Tournoi des Cinq Nations. Il fut élu député de la quatrième circonscription (ancienne) des Pyrénées-Atlantiques (1967-1981). Il devint par la suite maire de Biarritz (1977-1989). Il est cofondateur de la Fondation du Bénévolat en 1995 qu'il présidera pendant plus de douze ans à titre bénévole.
Il crée ainsi l'assurance gratuite pour les bénévoles en France. Entre le 1er janvier 2008 et le 31 décembre 2014, plus de 700 000 assurances gratuites seront ainsi offertes au bénévoles des associations françaises.
Il fonda l'association pour l'organisation de festivals en 1979 et créa de nombreux festivals comme le festival du film Latino Américain d'Arcachon ou encore le festival international des jeunes réalisateurs qui verra éclore des nouveaux talents.
Parallèlement, il développe les moyens financiers de l'association le Rayon Vert qui vient en aide aux personnes en difficulté financière sur la côte basque.
Il est le père de Michèle Alliot-Marie, née en 1946.
Il est officier de la Légion d'honneur (distinction conférée par Jacques Chirac alors Président de la République).

### Engagement dans la Résistance
D'une famille de grands résistants ayant rejoint le Général de Gaulle, Bernard Marie était sous-lieutenant encadrant une compagnie de la Légion étrangère.
Il fut fait prisonnier, et après deux tentatives manquées d'évasion il rejoint le Sud-Ouest à l'occasion d'une troisième.
De retour à Paris, Il y continuera avec son épouse Renée son action de Résistance, notamment en aidant à la large diffusion du journal résistant Libération[Lequel ?].
Il fournira également de nombreux faux-papiers qui permettaient aux personnes recherchées de s'échapper.

### Carrière professionnelle
Bernard Marie a travaillé à la Banque de France à divers postes ; il a quitté son poste de chef du service du contentieux en 1967 à la suite de son élection à l'Assemblée nationale en tant que député.

### Carrière politique
Il commence sa carrière politique en 1967, à la suite des sollicitations de Christian Fouchet et Roger Frey et du premier ministre Georges Pompidou, en étant élu député des Pyrénées-Atlantiques en tant que candidat de l'UDR. Il devient membre du bureau de l'Assemblée.
Pendant ses mandats législatifs, il est également membre de la commission des Lois, puis de la commission des Finances.
Il est maire de Biarritz de 1977 à 1991, année où il perd la mairie à la suite d'un désaccord avec ses alliés de l'UDF au sujet du casino de la ville. Son ancien premier adjoint Didier Borotra mène une liste, ouverte aux socialistes et aux nationalistes basques, contre lui, et lui succède.

### Carrière d'arbitre

#### Premier match des cinq nations
Au printemps 1965, l'équipe de France de rugby à XV recevait celle du pays de Galles à Colombes à l'occasion du Tournoi des V nations.
Il faisait beau. À l'issue d'une superbe première mi-temps, la France menait 19 à 0 (essais de Guy Boniface et d'André Herrero entre autres) d'une rencontre qui se terminera finalement sur le score de 22 à 13 pour les Français.
Outre la qualité du match, on assista également au remplacement de l'arbitre irlandais, M. Gilliland, par son suppléant français, Bernard Marie, premier arbitre français à avoir dirigé une rencontre d'une des nations de l'IRB en 1964, pour un Pays-de-Galles - Fidji. Pour la première fois donc en 1965, un arbitre français officiait dans un match du tournoi des cinq nations (Bernard Marie n'avait auparavant qu'été arbitre de touche dans le tournoi, notamment en 1958, lors du France-Galles de 1959, et en 1964). La saison suivante, il devient le premier Français à diriger un match du tournoi depuis le début de la rencontre, lors de la rencontre opposant l'Angleterre à l'Irlande.
Il fallut attendre bien des années encore pour voir d'autres arbitres français lors d'un match du tournoi des V nations.
Dans la même « lignée » d'arbitres, en 1956 Denis Thatcher, époux de Margaret Thatcher, officia comme arbitre de touche[réf. souhaitée], lors d'un France-Angleterre du tournoi.

#### Autres matchs arbitrés

##### Matchs internationaux
- 12 février 1966 Angleterre 6 - 6 Irlande (Londres) (Tournoi des cinq nations 1966 - Twickenham)
- 10 avril 1960 Allemagne de l'Ouest 5 - 11 Italie (Hanovre)
- 23 juillet 1960 Argentine 3 - 37 France (Buenos Aires) (FC Oeste)
- 17 août 1960 Argentine 6 - 29 France (Buenos Aires) (FC Oeste)
- 20 mai 1964 Tchécoslovaquie 3 - 14 Roumanie (Bauzen)
- 1964 Pays de Galles 28 - 22 Fidji (Cardiff)

##### Championnat de France
- Finale du 28 mai 1961 entre l'AS Béziers et l'US Dax
- Finale du 23 mai 1965 entre le SU Agen et le CA Brive

##### Challenge Yves du Manoir
- Finale du 6 juin 1959 entre l'US Dax et la Section paloise
- Finale du 8 juin 1963 entre le SU Agen et le CA Brive
- Finale du 4 juin 1967 entre le FC Lourdes et le RC Narbonne